# Neocaphys purpuralis
Neocaphys purpuralis är en fjärilsart som beskrevs av Hans Georg Amsel. Neocaphys purpuralis ingår i släktet Neocaphys och familjen mott. Inga underarter finns listade i Catalogue of Life.